# Іссігау
Іссігау (нім. Issigau) — громада в Німеччині, розташована в землі Баварія. Підпорядковується адміністративному округу Верхня Франконія. Входить до складу району Гоф. Складова частина об'єднання громад Ліхтенберг.
Площа — 18,69 км2. Населення становить 1006 ос. (станом на 31 грудня 2020).

## Галерея

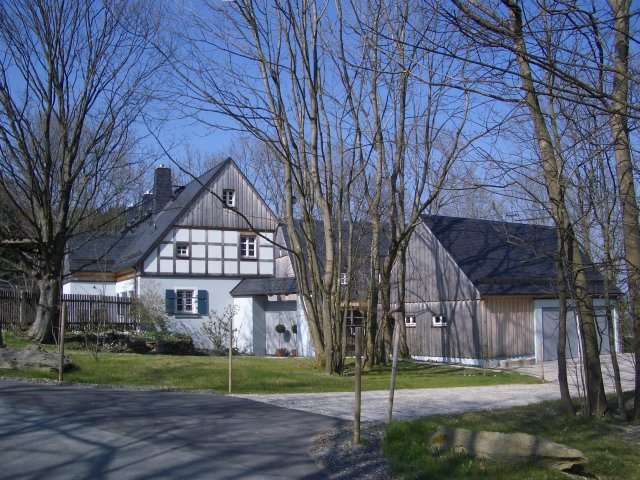
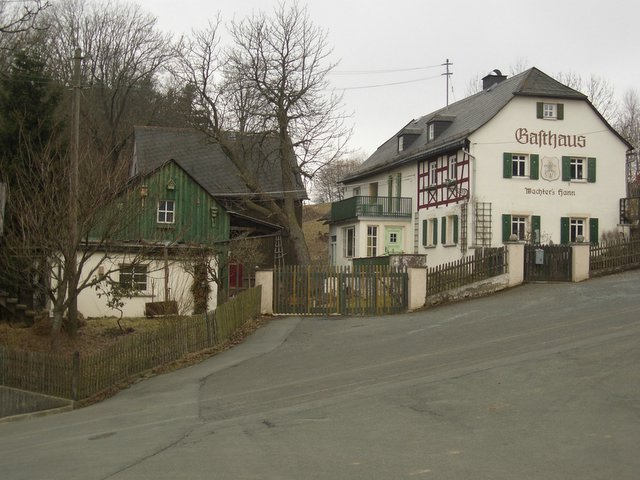
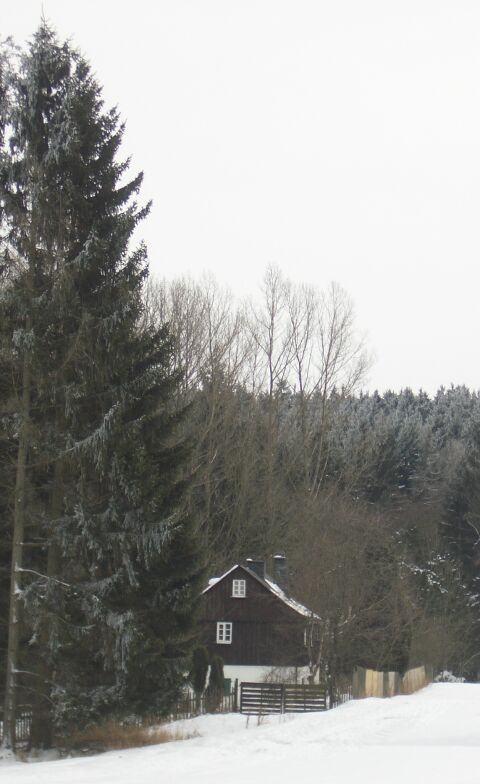
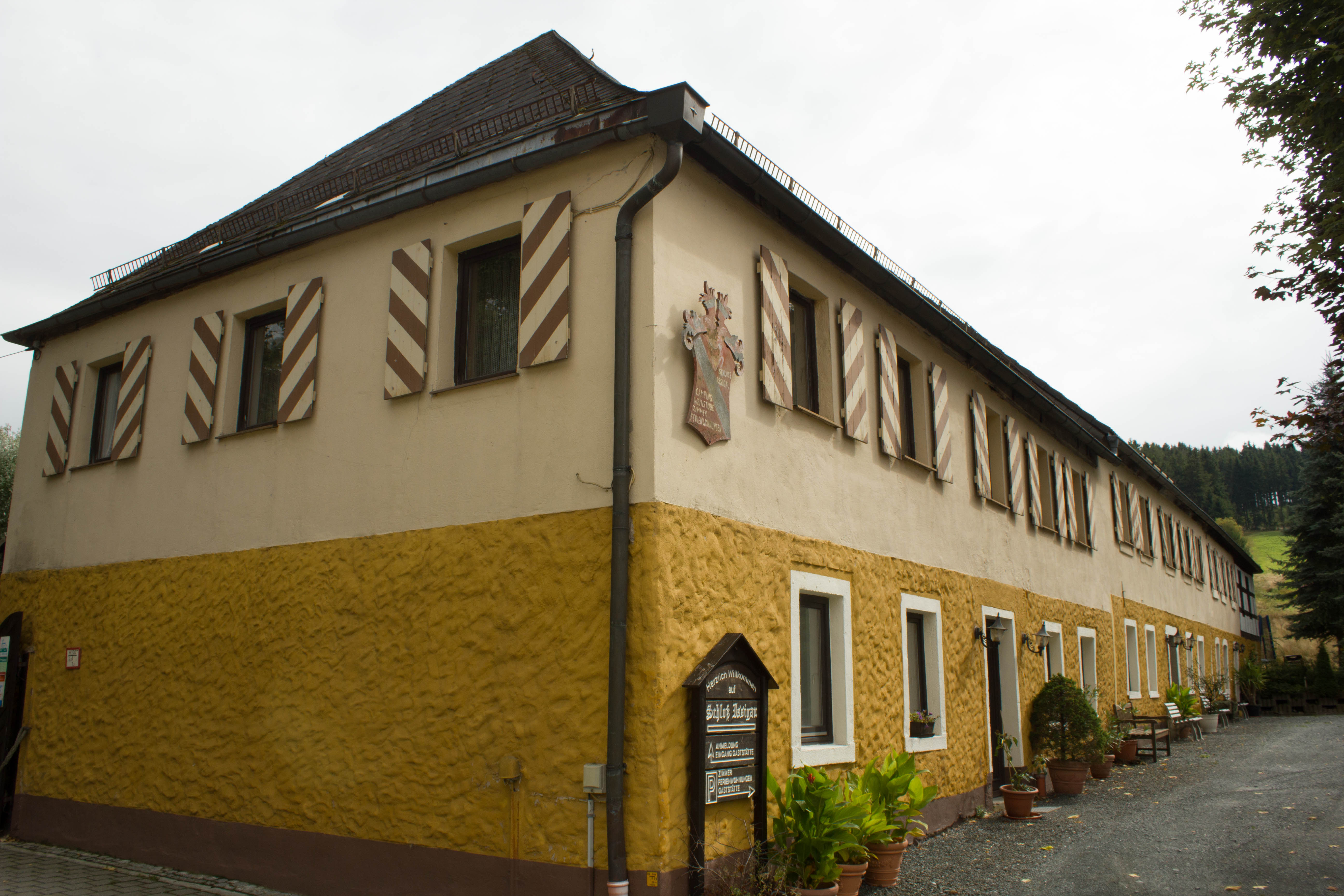
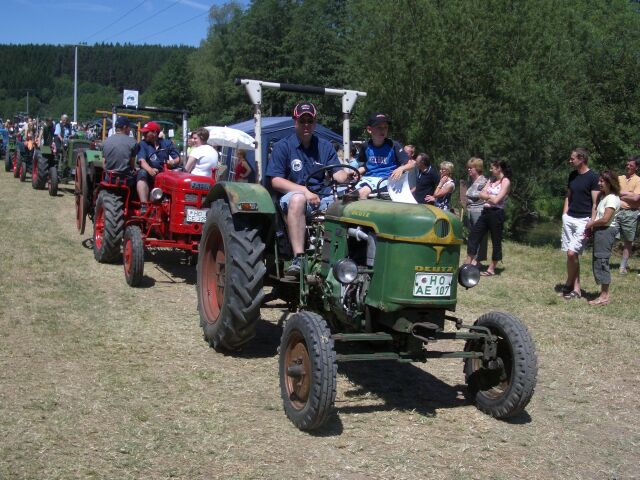